# Getto w Poddębicach
Getto w Poddębicach – getto żydowskie utworzone podczas II wojny światowej przez okupantów w Poddębicach.

## Historia
Getto otwarte w Poddębicach zostało utworzone przez okupantów 12 listopada 1940 roku. Powstało na ulicach Sienkiewicza, Kilińskiego i Kamiennej, zabudowania getta otoczone były polami, nigdy nie zostały jednak całkowicie odizolowane od reszty miasta.  W grudniu 1940 roku w getcie uwięzionych było 1503 Żydów, w tym 163 uchodźców.
W getcie działał Judenrat, którego przewodniczącym był Sosnowski, policja żydowska oraz poczta pod kierownictwem Dawida Adlera. Judenrat i komitet samopomocy zorganizował w getcie kuchnię, nie istniały jednak żadne instytucje ochrony zdrowia, a chorzy leczeni byli w Łęczycy. W grudniu 1940 roku bezrobotni więźniowie getta zorganizowali protest pod siedzibą Judenratu. W styczniu 1941 roku około 500 lub 600 Żydów z getta w Łęczycy zostało przesiedlonych do Poddębic, Żydzi z Łęczycy zostali tymczasowo zakwaterowani w stajni.
W październiku 1941 roku dwóch Niemców próbowało zgwałcić dwie mieszkanki getta, za co zostali skazani przez sąd specjalny w Łodzi. 10 lub 16 marca 1942 roku w getcie przeprowadzono publiczną egzekucję 5 Żydów, na którą spędzono wszystkich więźniów getta. Zorganizowano także dwa duże transporty Żydów do obozów pracy: data jednego nie jest znana, wyjechał jednak najprawdopodobniej do Lubrzy, drugi transport zorganizowano w dniach 21–27 marca 1942 roku. Niektórzy Żydzi (ok. 90) zgłaszali się ochotniczo do pracy w obozie pracy w Koninie.
Akcję likwidacyjną getta przeprowadzono w połowie kwietnia 1942 roku. Getto zostało otoczone przez jednostki policji i żandarmerii z Łodzi i Łęczycy, następnie 1800 więźniów getta zostało zebranych na placu, skąd przeprowadzono ich do kościoła. W kościele Żydów przetrzymwano przez 10 dni, zmarło wówczas co najmniej 10 osób. Osoby starsze i chore były mordowane na miejscu, wykwalifikowanych robotników odesłano najprawdopodobniej do getta łódzkiego. Pozostali Żydzi zostali 23 kwietnia wysłani do obozu zagłady w Chełmnie nad Nerem, gdzie zostali zamordowani. Dowódcami jednostek odpowiedzialnych za likwidację getta byli Herman Werner i Brunon Uhle.